# Amt Obergeis
Das Amt Obergeis (ursprünglich Amt Geis oder Geysa) war ein vom 14. Jahrhundert bis 1821 bestehender Verwaltungs- und Gerichtsbezirk der Abtei Hersfeld, der Landgrafschaft Hessen-Kassel und des Kurfürstentums Hessen mit Sitz in Obergeis.

## Geschichte
Die Ursprünge des Amtes sind urkundlich nicht erschlossen. Es handelte sich wohl um eine Villikation aus einem Eigenhof der Abtei Hersfeld. 1394 ist erstmals ein Amtmann „yn der Geysa“ und ein Gericht urkundlich belegt. Älter als Obergeis ist Aua. 1190 gründete der Hersfelder Abt Siegfried dort ein Kloster der Augustinerinnen, das 1229 nach Blankenheim verlegt wurde. Aua wurde an die Herren von Wallenstein verpfändet, fiel aber aufgrund des Testamentes von Konrad von Wallenstein 1518 an das Kloster Blankenheim zurück. 1523 wurde es dem Amt Geis zugeordnet. Biedebach war Hersfelder Lehen an die Familie Schaden von Leibold. 1596 erwarb Abt Joachim die Hälfte des Ortes und ordnete diese dem Amt Geis zu, die andere Hälfte konnte 1603 erworben werden. Daneben lagen im Amt Eisenschmieden (sogenannte Waldschmieden) und ein Alaun- und Kupferbergwerk. Diese bildeten später den Hof Eisenberg, heute Wüstung.
1648 wurde das bereits seit 1606 von hessischen Administratoren verwaltete Stift Hersfeld aufgrund des Westfälischen Friedens endgültig säkularisiert und kam als Fürstentum Hersfeld in den Besitz der Landgrafen von Hessen-Kassel. Damit war das Amt Obergeis hessisch geworden. Im 17. Jahrhundert bestand das Amt aus Ober- und Untergeis, Gittersdorf, Biedebach, Aua und den Höfen Eisenberg und Erzebach, der Röhrichsmühle und der Liedermühle.
Das Amt war nach den Maßstäben des 18. Jahrhunderts ein kleines Amt und wurde daher mit dem Gericht Neuenstein zusammengelegt aber im Jahr 1775 wieder getrennt. Nun wurde es dem Amt Hersfeld nachgeordnet, eine Appellation gegen Urteile des Amtes gingen jedoch nicht an die Hersfelder Kanzlei, sondern an die Kasseler Regierung.
1806 wurde im Rahmen der Bildung des Rheinbundes die Landgrafschaft Hessen-Kassel aufgelöst und das Amtsgebiet fiel an das Königreich Westphalen. Dort entstand der Kanton Obergeis. Nach dem Ende des Königreichs Westphalen wurde das Kurfürstentum Hessen wieder geschaffen und das Amt Obergeis als Teil des Amtes Hersfeld entstand neu. Es bestand weiter aus Obergeis, Aua, Biedebach, Gittersdorf, Untergeis und dem Hof Erzebach.
1821/22 wurde in Kurhessen die Trennung der Rechtsprechung von der Verwaltung eingeführt. Die Verwaltungsaufgaben gingen an den Kreis Hersfeld, die Rechtsprechung an das Landgericht Hersfeld. Das Amt selbst wurde aufgelöst.